# Joseph Ki-Zerbo
(Joseph Ki Zerbo, tratto da A quando l'Africa?, 2003)
Joseph Ki-Zerbo (Toma, 21 giugno 1922 – Ouagadougou, 4 dicembre 2006) è stato un politico, storico e uomo d'azione burkinabé, fondatore del maggiore partito di opposizione del suo Paese.

## Biografia
Cresciuto nel contesto rurale del suo villaggio natale, nella parte settentrionale del paese, è figlio di Alfred Ki-Zerbo (da alcuni considerato il primo cristiano dell'Alto Volta) e Thérèse Folo Ki. Lo stesso Joseph afferma che l'ambiente contadino, nel quale ha trascorso i primi undici anni della sua infanzia, ha influenzato profondamente la sua personalità. La sua radice africana, la sua concezione di grande famiglia ed il suo rapporto con la natura affondano le origini proprio in quel periodo.
Allievo di alcune scuole delle missioni cattoliche nella regione: prima a Toma (tra il 1933 ed il 1940), poi a Pabré, a Faladié nel Mali ed infine presso il seminario di Koumi dove riceve un'educazione di livello superiore. Finito tale periodo di formazione, si reca a Dakar dove, contemporaneamente all'insegnamento, si dedica a diversi mestieri come buona parte degli emigranti nella città: è impiegato presso le ferrovie e lavora per il settimanale cattolico Afrique Nouvelle. Consegue la maturità all'età di 27 anni e, grazie all'elevato punteggio, ottiene una borsa di studio a Parigi dove si reca, nel 1949, per studiare storia presso la Sorbona e presso l'Institut d'Etudes Politiques. Al termine degli studi sostiene un concorso che opera una selezione di insegnanti per le scuole di grado superiore francesi.
Ki-Zerbo, ancora studente, avvia la propria attività politica: cofondatore e presidente dell'Associazione degli studenti dell'Alto Volta in Francia (1950-1956) prima, poi dell'Associazione degli studenti cattolici, africani, antillesi e malgasci. In questo periodo matura il suo pensiero combattivo e anticolonialista: nel 1954 pubblica un articolo, intitolato Cercasi nazionalisti, nella rivista cattolica Tam-Tam. In quell'epoca conosce intellettuali quali lo storico senegalese Cheikh Anta Diop e Abdoulaye Wade, esponente di spicco della politica e futuro capo dello Stato (dal 2000) del Senegal.
A Bamako conosce Jacqueline Coulibaly, figlia di un noto sindacalista del Mali e sua futura sposa. Il suo impegno sindacalista risale a questo periodo.
È professore di storia a Orléans e a Parigi prima di insegnare presso un liceo di Dakar. Nel 1957 Ki-Zerbo fonda il Movimento di liberazione nazionale (MLN) presentando il manifesto a Kwame Nkrumah, il primo presidente del Ghana. Il programma politico del MLN è conciso e chiaro: indipendenza immediata, creazione degli Stati Uniti d'Africa e socialismo. Di questo periodo l'impegno del Movimento in una campagna d'opposizione al referendum di Charles de Gaulle, condotta nei principali paesi dell'Africa occidentale. Tra questi solo in Guinea-Conakry prevale il 'no' al referendum e si impone l'indipendenza immediata. L'allora presidente Sékou Touré chiama Ki-Zerbo con moglie e collaboratori in Guinea-Conakry per organizzare la sostituzione degli insegnanti francesi richiamati in patria.
Nel 1960 Joseph Ki-Zerbo rientra in Alto Volta giustificando la sua partenza al presidente Touré con motivazioni inerenti alla necessità di dover proseguire nella lotta indipendentista in altre aree della regione.
Si ferma per qualche anno ad insegnare ad Ouagadougou in quanto primo insegnante per scuole secondarie del paese. Nel 1965 viene nominato direttore generale dell'Educazione, della Gioventù e dello Sport. In seguito riveste ruolo di docente alla università della capitale del Paese. Cofondatore e segretario generale del Consiglio africano e malgascio per l'insegnamento superiore (CAMES), ne è membro dal 1967 al 1979. Ki-Zerbo pubblica diversi scritti inerenti alla cultura e la storia africana; in tali pubblicazioni espone il suo pensiero e le sue idee sociali. Nel 1963 redige un manuale didattico di storia e nel 1972 pubblica il celebre Histoire de l'Afrique noire, des origines à nos jours, opera di riferimento sulla storia africana in cui espone concetti rinnovati ed in antitesi con la descrizione riduttiva, discriminante e razzista in auge al tempo nella cultura europea.
Ki-Zerbo sostiene e comprova, nella sua opera, che l'Africa avesse raggiunto un elevato sviluppo sociale, politico e culturale prima del declino del continente determinato in buona parte anche dalla tratta degli schiavi prima, dal colonialismo poi. L'impegno politico di Ki-Zerbo prosegue: l'MLN trova e recluta adesioni tra i sindacati, gli insegnanti e i contadini in particolare creando, di fatto, un fronte popolare di opposizione al regime di Maurice Yaméogo che aveva vietato i partiti politici. Il 3 gennaio 1966 il presidente Yaméogo cade grazie all'MLN. Ki-Zerbo si presenta alle elezioni legislative del 1970 ed il suo partito ottiene alcuni seggi. Nel 1974 un colpo di Stato militare vanifica tali progressi democratici.
Tra il 1972 ed il 1978 Ki-Zerbo è membro del consiglio dell'UNESCO e lavora, per conto della stessa organizzazione, alla storia dell'Africa in otto volumi intitolata Histoire générale de l'Afrique. Nel 1980 fonda il Centro studi per lo sviluppo africano (CEDA) e sulla base di una attenta analisi critica dell'imperialismo conia il concetto di sviluppo endogeno. Tra il 1983 e il 1992 trascorre un periodo in esilio, in quanto maggiore oppositore del governo rivoluzionario di Thomas Sankara insediatosi nel 1983. Ki-Zerbo e moglie vengono condannati a due anni di detenzione per frode fiscale e la loro biblioteca incendiata. Nel periodo di esilio fonda il Centro di ricerca per lo sviluppo endogeno e insegna e presta opera come ricercatore presso l'Istituto fondamentale dell'Africa nera a Dakar.
Nel 1992 Ki-Zerbo e moglie rientrano in Burkina Faso, il cui sistema politico intanto è mutato, e fonda il Partito per la democrazia e il progresso che, alle elezioni del 1997, ottiene il 10,1% dei voti diventando il maggiore partito di opposizione con Ki-Zerbo deputato. Nello stesso anno ottiene il premio Nobel alternativo (Right Livelihood Award). Nel 1998, tuttavia, egli rassegna le dimissioni da deputato a seguito dell'omicidio del giornalista Norbert Zongo. Nel 2000 riceve il premio Kadhafi e, l'anno successivo, la laurea honoris causa dall'Università di Padova.
Joseph Ki-Zerbo, storico e politico, ma soprattutto intellettuale africano che ha coniugato scienza e azione politica, non si è limitato a proseguire la carriera scientifica, ma, attento osservatore degli avvenimenti, ha preso posizione per mutare l'ordine delle cose in Africa. Joseph Ki-Zerbo muore il 4 dicembre 2006 a Ouagadougou, la capitale del Burkina Faso.